# 66 de l'Àguila
66 de l'Àguila (66 Aquilae) és una estrella de la constel·lació de l'Àguila. Té una magnitud aparent de 5,44.